# Белова Вес
Белова Вес (слч. Bellova Ves, мађ. Vittény) насељено је мјесто са административним статусом сеоске општине (слч. obec) у округу Дунајска Стреда, у Трнавском крају, Словачка Република.

## Становништво
| Година:    | 1994. | 2004.    | 2014.    | 2024.    |
| ---------- | ----- | -------- | -------- | -------- |
| Број људи: | 165   | 184      | 255      | 365      |
| Разлика:   |       | +11,51 % | +38,58 % | +43,13 % |

| Година:    | 2023. | 2024.   |
| ---------- | ----- | ------- |
| Број људи: | 358   | 365     |
| Разлика:   |       | +1,95 % |

Према подацима о броју становника из 2011. године насеље је имало 241 становника.